# آنسن جونس
آنسن جونس (به انگلیسی: Anson Jones) چهارمین و آخرین رئیس‌جمهور جمهوری تگزاس (۹ دسامبر ۱۸۴۴ – ۱۹ فوریه ۱۸۴۶) بود.